# El Bajío, Tabasco
El Bajío är en ort i Mexiko.   Den ligger i kommunen Centro och delstaten Tabasco, i den sydöstra delen av landet, 700 km öster om huvudstaden Mexico City. El Bajío ligger 14 meter över havet och antalet invånare är 1 122.
Terrängen runt El Bajío är platt. Runt El Bajío är det tätbefolkat, med 427 invånare per kvadratkilometer. Närmaste större samhälle är Villahermosa, 15,6 km väster om El Bajío. Trakten runt El Bajío består till största delen av jordbruksmark.